# Vovkivske, Odesa
Vovkivske (în ucraineană Вовківське) este un sat în comuna Dobroslav din raionul Odesa, regiunea Odesa, Ucraina.

## Demografie
Componența lingvistică a localității Vovkivske
     Ucraineană (91,94%)
     Rusă (5,81%)
     Română (1,45%)
     Alte limbi (0,65%)
Conform recensământului din 2001, majoritatea populației localității Vovkivske era vorbitoare de ucraineană (91,94%), existând în minoritate și vorbitori de rusă (5,81%) și română (1,45%).